# 阿兰库迪亚加
阿兰库迪亚加（西班牙語：Arrancudiaga）是西班牙巴斯克自治区比斯开省的一个市镇。总面积23平方公里，总人口775人（2001年），人口密度34人/平方公里。